# سیارک ۲۵۲۹۴
سیارک ۲۵۲۹۴ (به انگلیسی: 25294 Johnlaberee، نامگذاری:1998WA17) بیست و پنج هزار و دویست و نود و چهارمین سیارک کشف شده‌است که در ۲۱ نوامبر ۱۹۹۸ کشف شد.
قدر مطلق سیارک برابر ۲۰.۴ است.